# حکم (فیلم ۲۰۱۳)
«حکم» (هلندی: Het vonnis) یک فیلم درام به کارگردانی Jan Verheyen است که در سال ۲۰۱۳ منتشر شد.